# خانه حسن فریان
خانه حسن فریان مربوط به دوره قاجار است و در شیراز، کوچه شهید ابراهیم درگوش فرد، پلاک ۲۶ واقع شده و این اثر در تاریخ ۱۰ خرداد ۱۳۸۲ با شمارهٔ ثبت ۸۶۵۷ به‌عنوان یکی از آثار ملی ایران به ثبت رسیده است.